# 北京天使合唱團
北京天使合唱團是中華人民共和國北京所在的兒童合唱團。自成立以來，它已廣泛地在世界各地及中國內地巡迴演出。
它後來被稱為向世界時，1995年在美國贏得了全國經銷商協會的獨立唱片獎。

## 參看
- 合唱
- 維也納少年合唱團
- NHK東京兒童合唱團

## 外部連結
- 北京天使合唱團唱片列表（英文版）（页面存档备份，存于）
- 北京天使合唱團唱片列表（日文版）